# مايكل كننجهام
مايكل كننجهام (بالإنجليزية: Michael Cunningham) (و. 1952  م) هو كاتب، وكاتب سيناريو، وروائي، وأستاذ جامعي، وشاعر أمريكي، ولد في سينسيناتي، أوهايو، وهو عضوٌ في الأكاديمية الأمريكية للفنون والعلوم.

## التعليم
تعلم في جامعة ستانفورد، وجامعة آيوا.

## جوائز
حصل على جوائز منها:
- زمالة غوغنهايم
- جائزة لامدا الأدبية.

## وصلات خارجية
- مايكل كننجهام على موقع IMDb (الإنجليزية)
- مايكل كننجهام على موقع مونزينجر (الألمانية)
- مايكل كننجهام على موقع ميوزك برينز (الإنجليزية)
- مايكل كننجهام على موقع إن إن دي بي (الإنجليزية)
- مايكل كننجهام على موقع قاعدة بيانات الفيلم (الإنجليزية)
- مايكل كننجهام في قاعدة بيانات الأفلام على الإنترنت